# Північно-Західний фронт (Радянсько-фінська війна)
Півні́чно-За́хідний фронт — оперативно-стратегічне об'єднання радянських військ в період Радянсько-фінської війни.

## Історія
На пропозицію Генерального штабу РСЧА 7 січня 1940 року на Карельському перешийку для прориву «Лінії Маннергейма» на базі Ленінградського військового округу був створений Північно-Західний фронт.
Фронт складався з Управління Північно-Західного фронту та військ фронту.
Управління Північно-Західного фронту перебувало в складі діючої армії з 7.01.1940 по 13.03.1940 року.
До складу новоствореного фронту увійшли: 7-ма армія (п'ять стрілецьких корпусів) під командуванням командарма другого рангу К. О. Мерецкова й 13-та армія (три стрілецьких корпуси) під командуванням комкора В. Д. Ґрендаля.

## Бойовий склад
- 7-ма армія — командарм другого рангу К. О. Мерецков (до 13.03.1940);
- 8-ма армія — командарм другого рангу К. М. Штерн (до 13.03.1940);
- 9-та армія — комкор В. І. Чуйков (до 13.03.1940);
- 13-та армія — комкор В. Д. Ґрендаль (до 13.03.1940);
- 14-та армія — комдив В. О. Фролов (до 13.03.1940);
- 15-та армія — командарм другого рангу М. П. Ковальов (з 12.02.1940 до 13.03.1940).

## Командування
Командувач — Командарм першого рангу С. К. Тимошенко
Член Військової Ради — А. О. Жданов
Начальник штабу — Командарм другого рангу І. В. Смородинов